# Comitatul Alameda, California
Comitatul Alameda este un comitat situat în regiunea central-vestică a statului California, din Statele Unite ale Americii. Potrivit unui estimări făcute în anul 2008, populația comitatului ajunsese la 1.457.426 locuitori. Sediul comitatului este Oakland.

## Demografie
|  | Graficele sunt indisponibile din cauza unor probleme tehnice. Mai multe informații se găsesc la Phabricator și la wiki-ul MediaWiki. |

Date: Wikidata - grafică realizată de Wikipedia